# Arturo Prat
Agustín Arturo Prat Chacón, né le 3 avril 1848, près de Ninhue et mort le 21 mai 1879 à Iquique au Pérou à l'époque, annexé par le Chili en 1884, est un officier de la marine chilienne. 

## Biographie
Il est tué à la bataille navale d'Iquique peu de temps après avoir abordé le Huáscar, après que le bateau qu'il commande, l’Esmeralda (en), est éperonné par le navire péruvien Huáscar, lors de la guerre du Pacifique (1879-1884). Prat, en tant que commandant de bord de l’Esmeralda, est le premier homme à bord du Huáscar.
Avant cette bataille, Prat prend part à plusieurs combats livrés par la marine chilienne, notamment les combats de Papudo (1865) et d'Abtao (1866), pendant la guerre hispano-sud-américaine. Après sa mort, son nom devient un symbole de ralliement pour les forces chiliennes, Arturo Prat est depuis considéré comme un héros national.

## Sources
- Pierre Razoux, Le Chili en guerre : deux siècles de supériorité navale chilienne en Amérique latine, Paris, Économica, 2005, 174 p. (ISBN 978-2-7178-4985-1).
- (en) Robert L. Scheina, Latin America's wars, vol. 1 : The age of the Caudillo, 1971-1899, Washington, Brassey's, Inc, 2003, 569 p. (ISBN 978-1-57488-450-0 et 978-1-574-88449-4).